# Gualther Furtado
Gualther de Pina Lopes Furtado, más conocido como Gualther Furtado, (São Domingos, 6 de febrero de 1995) es un jugador de balonmano caboverdiano que juega de central en el Raimond Sassari de la Serie A Gold. Es internacional con la selección de balonmano de Cabo Verde.
Con la selección de Cabo Verde disputó el Campeonato Mundial de Balonmano Masculino de 2021, el primero para su selección.

## Palmarés internacional
| Campeonato Africano | Campeonato Africano | Campeonato Africano | Campeonato Africano |
| Año                 | Lugar               | Medalla             |                     |
| ------------------- | ------------------- | ------------------- | ------------------- |
| 2022                | Egipto              | Medalla de plata    |                     |

## Clubes
| Club                  | País       | Año         |
| --------------------- | ---------- | ----------- |
| Os Garridos           | Cabo Verde | 2012 - 2017 |
| FC Oporto             | Portugal   | 2017 - 2019 |
| Xico Andebol (cedido) | Portugal   | 2017 - 2018 |
| AC Fafe (cedido)      | Portugal   | 2018 - 2019 |
| Artística de Avanca   | Portugal   | 2019 - 2022 |
| Club Cisne            | España     | 2022 - 2025 |
| Raimond Sassari       | Italia     | 2025 - act. |